# آرثر هارفي (عسكري)
آرثر هارفي (بالإنجليزية: Arthur Harvey)‏ هو عسكري أمريكي، ولد في 26 سبتمبر 1895 في مملكة إدوم، وتوفي في 22 مارس 1976 في دنفر في الولايات المتحدة.